# Martinuskerk (Schellinkhout)
De Martinuskerk in de Noord-Hollandse plaats Schellinkhout is gebouwd in de 14e eeuw en uitgebreid in de 15e eeuw en de 16e eeuw.

## Geschiedenis
De kerk ligt vlak achter de Zuiderdijk in Schellinkhout. Het gebouw is een eenbeukige zaalkerk. Het oudste gedeelte is mogelijk het gotische koor aan de oostzijde. Volgens Stenvert en Van den Berg zou dit deel van de kerk wellicht al in de 14e eeuw zijn gebouwd. In 1365 kwam de kerk voor op lijsten van de Domfabriek. Daarna werden achtereenvolgens het dwarsschip en het westelijk en oostelijk gedeelte van het schip gebouwd. Over de exacte bouwperiode verschillen de lezingen van Stenvert en Van den Berg met die van de Rijksdienst voor het Cultureel Erfgoed. Stenvert dateert de bouw van het dwarsschip in het midden van de 15e eeuw, het oostelijk gedeelte van het schip later in de 15e eeuw en het westelijk deel met de toren in het begin van de 16e eeuw. De rijksdienst dateert de bouw van het dwarsschip eveneens in de 15e eeuw, maar het koor in de 16e eeuw en het oostelijk gedeelte van het schip rond 1500.
Het koor aan de oostzijde is aan drie zijden gesloten. De ingebouwde toren aan de westzijde van drie geledingen heeft een ingesnoerde torenspits. Deze spits is niet origineel. Waarschijnlijk dateert deze spits uit 1839. Zowel de kerk als de toren is rijksmonument.
In de kerk bevinden zich nog oude houten beelden. Ook is er een altaartafel gemaakt van rode Bremer zandsteen. Deze steen fungeert als dorpel bij de zuidelijk ingang van het schip. De preekstoel, het doophek, de doopboog en de voorzangerslezenaar dateren uit de 17e eeuw.

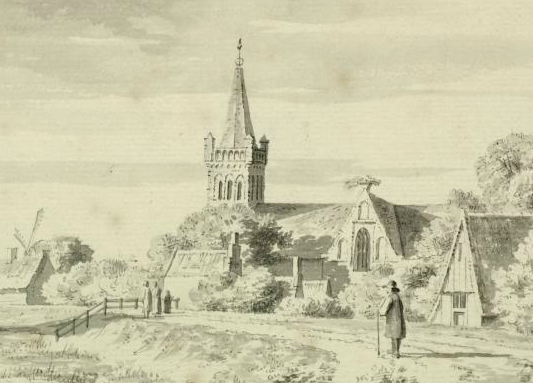
Zicht op Schellinkhout met kerk (tekening Cornelis Pronk) 1729
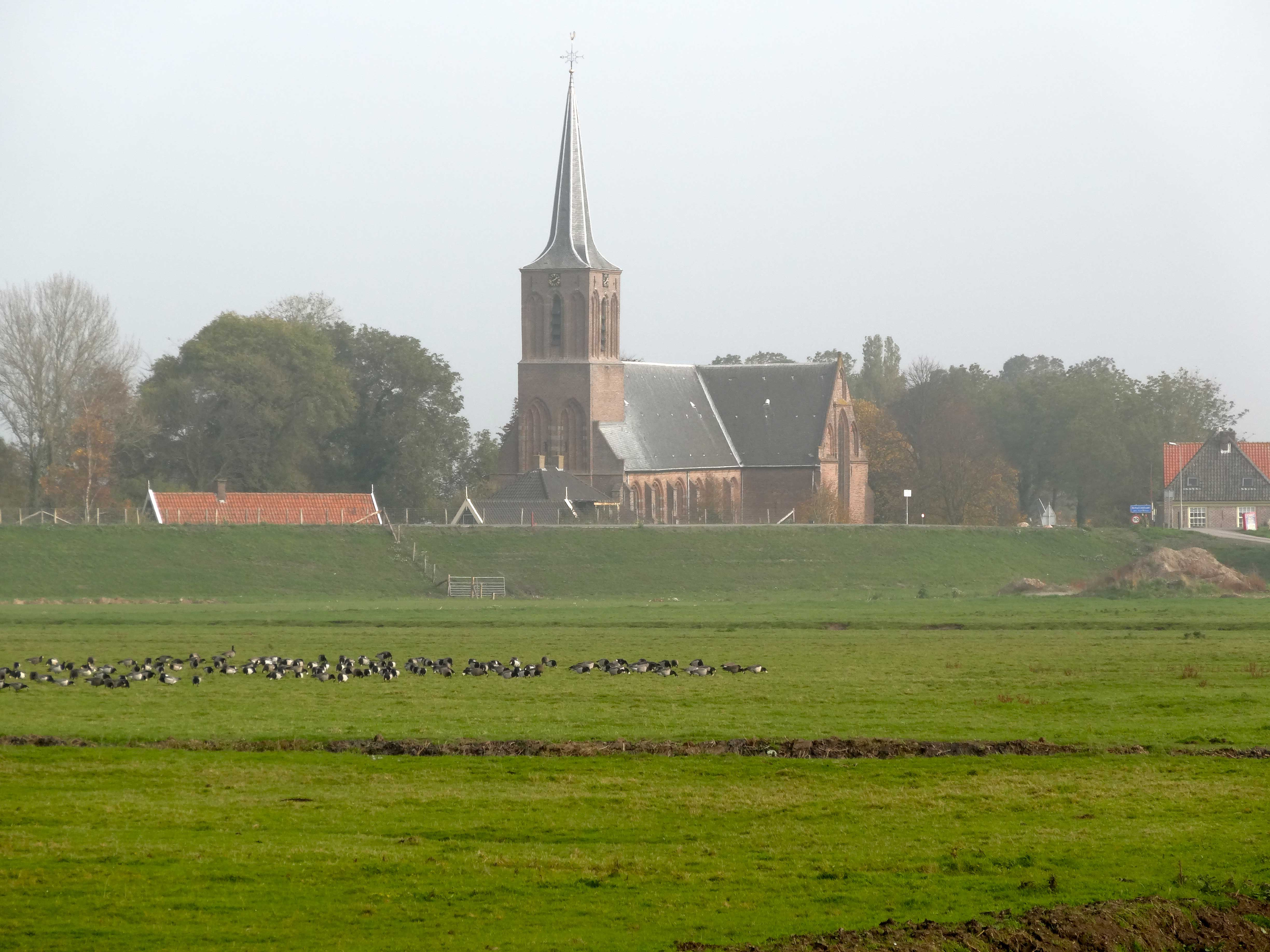
Zicht op Schellinkhout met kerk anno 2012